# Remouillé

Localització de Remouillé

Remouillé (francès) o Ruvelieg (bretó) és un municipi francès, situat a la regió de Loira Atlàntic, al departament de Loira Atlàntic, que històricament ha format part de la Bretanya. L'any 2020 tenia 1.949 habitants. Limita amb els municipis d'Aigrefeuille-sur-Maine, La Planche, Saint-Hilaire-de-Clisson, Saint-Lumine-de-Clisson, Vieillevigne i Saint-Hilaire-de-Loulay (Vendée).

## Demografia
| Evolució de la població Cassini i INSEE |      |      |      |      |      |      |       |       |
| 1793                                    | 1800 | 1806 | 1821 | 1831 | 1836 | 1841 | 1846  | 1851  |
| 1.000                                   | 633  | 703  | 760  | 791  | -    | 956  | 1.003 | 1.005 |

| 1856  | 1861  | 1866  | 1872  | 1876  | 1881  | 1886  | 1891  | 1896  |
| ----- | ----- | ----- | ----- | ----- | ----- | ----- | ----- | ----- |
| 1.035 | 1.076 | 1.155 | 1.152 | 1.171 | 1.158 | 1.142 | 1.135 | 1.083 |

| 1901  | 1906  | 1911 | 1921 | 1926 | 1931 | 1936 | 1946 | 1954 |
| ----- | ----- | ---- | ---- | ---- | ---- | ---- | ---- | ---- |
| 1.031 | 1.000 | 955  | 834  | 851  | 823  | 861  | 819  | 862  |

| 1962 | 1968 | 1975 | 1982  | 1990  | 1999  | 2006 | 2011 | 2016 |
| ---- | ---- | ---- | ----- | ----- | ----- | ---- | ---- | ---- |
| 894  | 854  | 939  | 1.136 | 1.231 | 1.443 | -    | -    | -    |

| 2019 | - | - | - | - | - | - | - | - |
| ---- | - | - | - | - | - | - | - | - |
| -    | - | - | - | - | - | - | - | - |

## Administració
| Període   | Identitat      | Partit |
| --------- | -------------- | ------ |
| 1983-1989 | Pierre Lemoine |        |
| 1989-     | Robert Gouraud |        |

## Galeria d'imatges

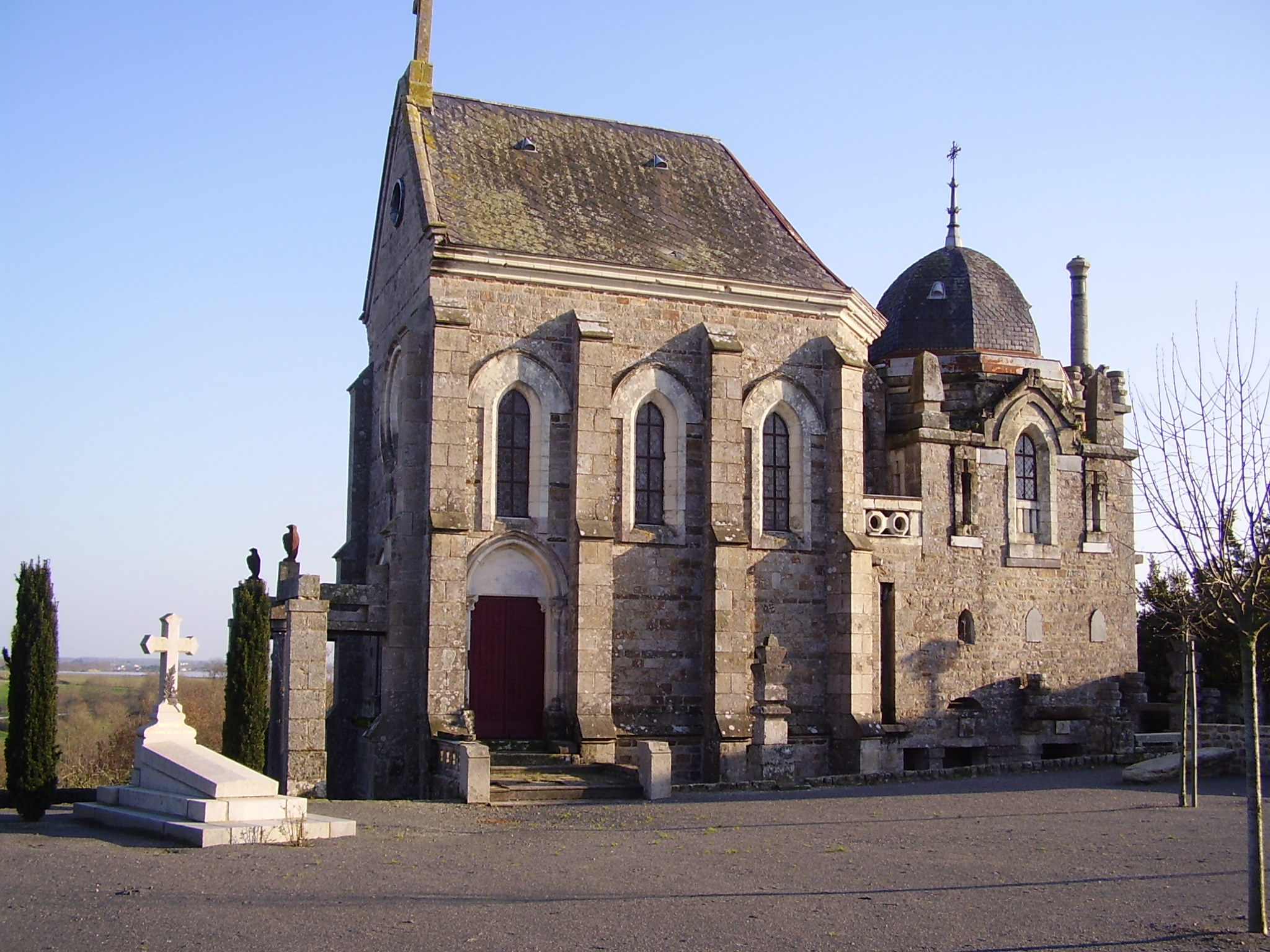
Capella Garreau
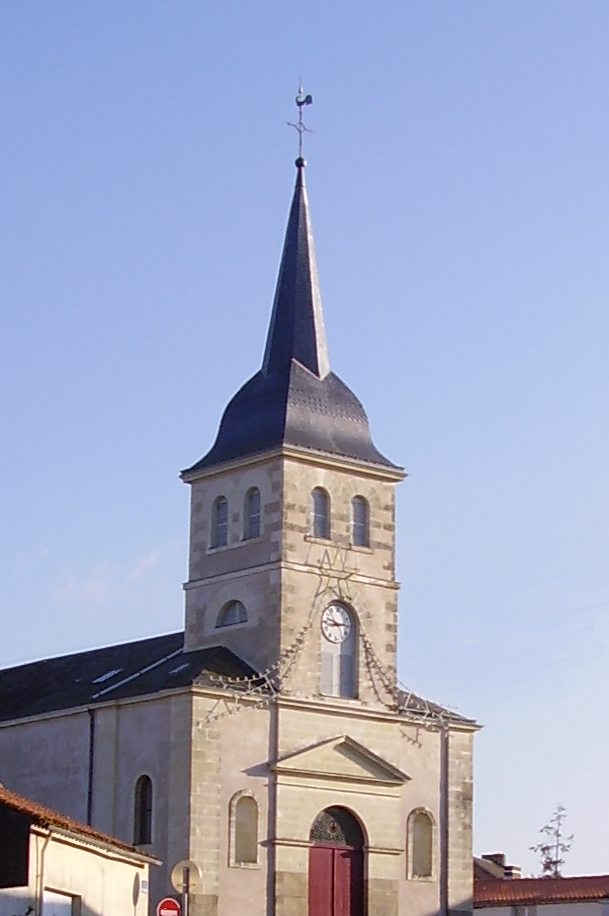
Església
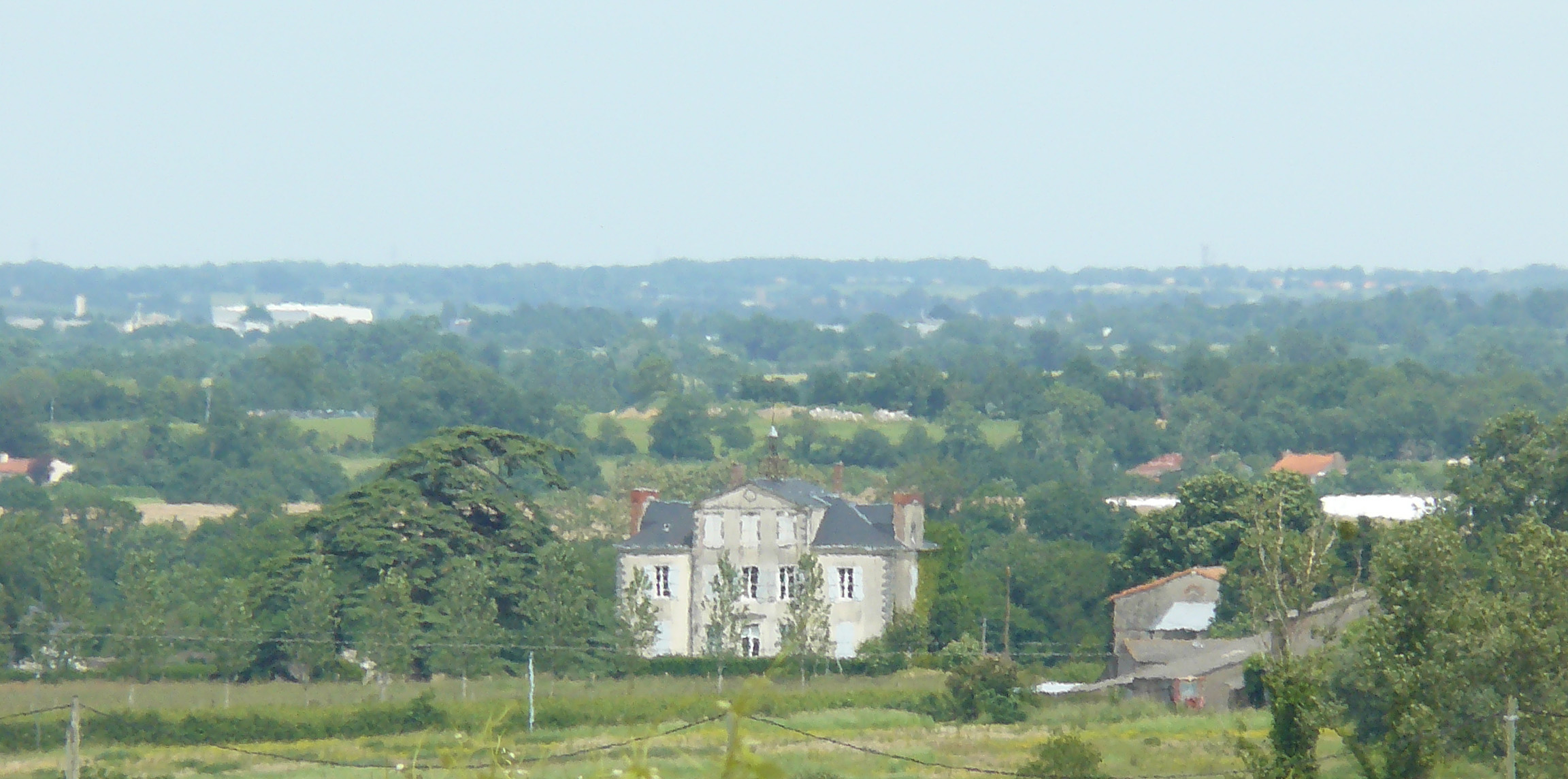
Castell de l'Hermitage